# Nazifascismo

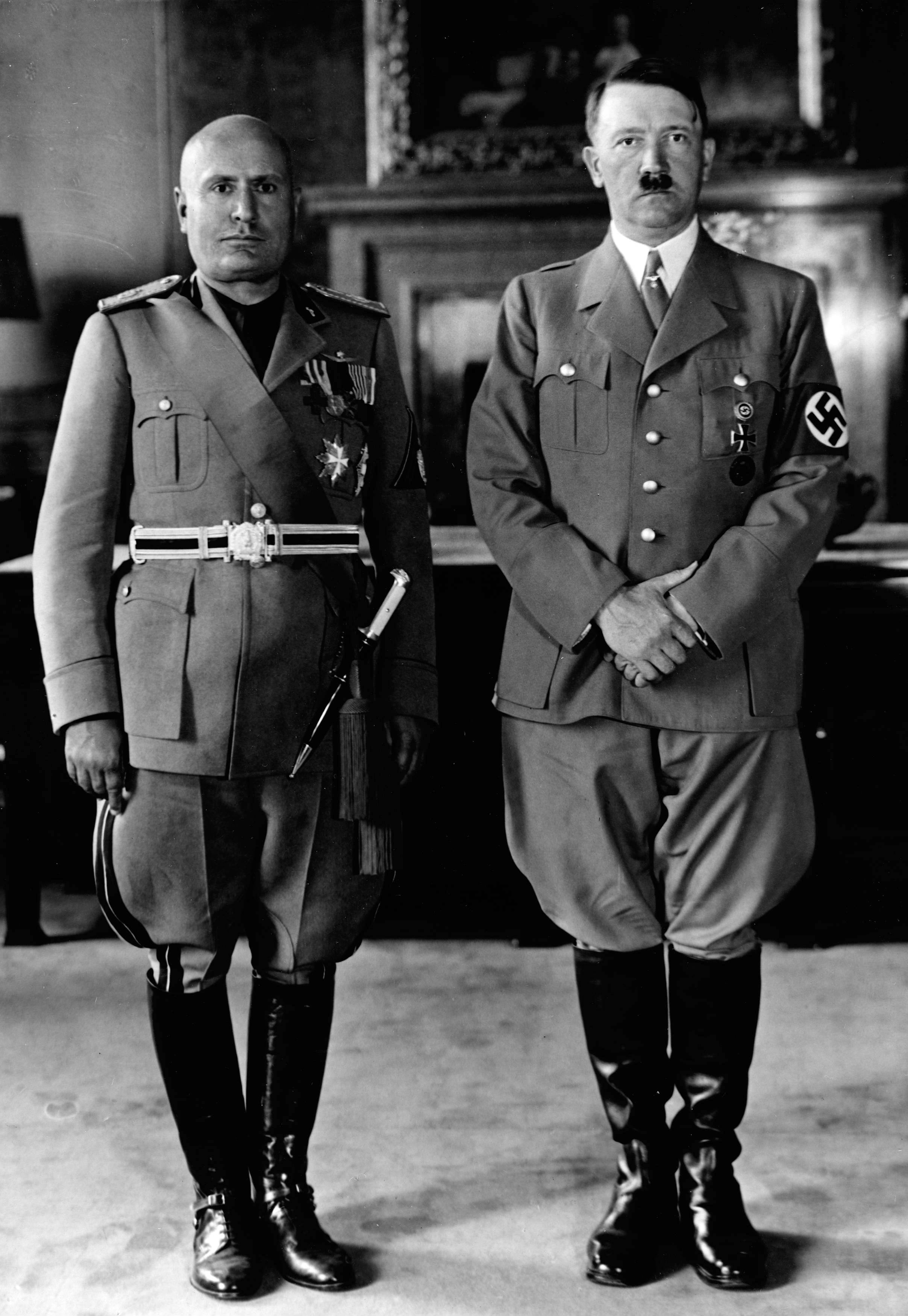
Benito Mussolini e Adolf Hitler em 1940

Nazifascismo é um termo de conjunção entre o fascismo italiano, doutrina totalitária desenvolvida por Benito Mussolini a partir do final da primeira guerra mundial em 1919 e tendo se mobilizado politicamente em 1917 associado ao nazismo alemão, em muitos aspectos emulando a primeira, que, embora tendo nascido em 1920, é amplamente utilizado na Alemanha Nazi apenas uma década mais tarde sob regime de Adolf Hitler e do Partido Nacional-Socialista dos Trabalhadores Alemães.  

## Fascismo e nazismo
O nazismo é geralmente considerado como uma forma de fascismo, mas o nazismo, em contraste viu o objetivo do estado no serviço de um ideal daquilo que o estado supostamente deveria ser: as suas pessoas, raças, e a engenharia social destes aspectos da cultura com o fim último de uma maior prosperidade possível para eles às custas de todos os outros (ver: Economia do fascismo). O nazi-fascismo também se caracteriza pelo seu virulento anticomunismo e a ênfase na privatização.
O fascismo de Benito Mussolini continuou fiel à ideologia de que todos estes fatores existiam para servir o estado e que não era necessariamente no interesse do Estado servir ou manipular algumas daquelas características. O único objectivo do governo sob o fascismo era autovalorizar como a maior prioridade da sua cultura, simplesmente sendo o Estado em si, quanto maior a sua dimensão, melhor, pelo que se pode dizer que se tratou de uma Estadolatria (idolatria do estado) governamental. A característica importante do fascismo é o nacionalismo
Enquanto o nazismo era uma ideologia metapolítica, vendo a si mesmo apenas como uma utilidade pela qual uma condição alegórica do seu povo era o seu objectivo, o fascismo era uma forma sinceramente antissocialista de estatismo que existiu por virtude de com fins em si mesmo. O movimento nazista falou da sociedade baseada em classes como o seu inimigo e pretendia unificar o elemento racial acima de classes estabelecidas (ver: Nazismo e raça), enquanto que o movimento fascista tentou preservar o sistema de classes e sustentou-o como a fundação de cultura estabelecida e progressiva (ver: Colaboração de classes).
Este teorema subjacente fez os fascistas e nazistas de então verem-se como parcialmente exclusivos entre si. Hoje, no entanto, esta diferença não é patente na terminologia, mesmo quando usada num contexto histórico.[carece de fontes?]
Potências do Eixo
- Alemanha Nazista 
Ver: Europa ocupada pela Alemanha Nazista
- A Itália fascista, demarcada pela linha verde
Ver: Grande Itália e Império Italiano
- O Império Japonês e a Esfera de Coprosperidade da Grande Ásia Oriental
Ver: Fascismo japonês

## Características do fascismo italiano

### Segundo a forma contextualizada de Umberto Eco
Assim Umberto Eco descreve o fascismo italiano:
1. O culto da tradição. "Basta olhar para o programa de cada movimento fascista para encontrar os principais pensadores tradicionalistas. A gnose nazista foi nutrida por elementos tradicionalistas, sincretistas [7] e ocultistas."
2. A rejeição do modernismo. "O iluminismo, a Era da Razão, é visto como o início da depravação moderna. Nesse sentido, Ur-Fascismo pode ser definido como irracionalismo."
3. O culto da ação pela ação. "A ação, sendo bonita em si, deve ser tomada antes, ou sem, qualquer reflexão anterior. Pensar é uma forma de emasculação."
4. Desacordo é traição. "O espírito crítico faz distinções, e distinguir é um sinal do modernismo. Na cultura moderna, a comunidade científica elogia o desacordo como uma forma de melhorar o conhecimento".
5. Medo da diferença. "O primeiro apelo de um movimento fascista ou prematuramente fascista é um apelo contra os intrusos. Assim, Ur-Fascismo é racista por definição".
6. Apelo à frustração social. "Uma das características mais típicas do fascismo histórico foi o apelo a uma classe média frustrada, uma classe que sofre de uma crise econômica ou sentimentos de humilhação política e assustada pela pressão dos grupos sociais mais baixos".
7. A obsessão com um enredo. "Os seguidores devem se sentir sitiados. A maneira mais fácil de resolver o enredo é o apelo à xenofobia."
8. O inimigo é forte e fraco. "Por uma mudança contínua do foco retórico, os inimigos são ao mesmo tempo demasiado forte e demasiado fraco."
9. O pacifismo está trabalhando com o inimigo. "Para um Ur-Fascista não há luta pela vida, mas a vida é vivida pela luta".
10. Desprezo pelos fracos. "O elitismo é um aspecto típico de qualquer ideologia reacionária".
11. Todo mundo é educado para se tornar um herói. "Na ideologia Ur-Fascista, o heroísmo é a norma. Esse culto ao heroísmo está estritamente ligado ao culto da morte".
12. Machismo e armamento. "O machismo implica desdém para as mulheres e intolerância e condenação de hábitos sexuais não padronizados, da castidade à homossexualidade".
13. Populismo seletivo. "Há no nosso futuro um populismo de TV ou Internet, no qual a resposta emocional de um grupo selecionado de cidadãos pode ser apresentada e aceita como a Voz do Povo".
14. Ur-Fascismo é simplista e proselitista. "Todos os livros didáticos nazistas ou fascistas usavam um vocabulário empobrecido e uma sintaxe elementar, a fim de limitar os instrumentos para o raciocínio complexo e crítico".

### Segundo Naomi Wolf
Naomi Wolf descreve o fascismo em sociedades ocidentais inicialmente democráticas:
1. Invocar um terrível inimigo interno e externo
2. Criar um gulag
3. Desenvolver uma casta de bandidos
4. Criar um sistema de vigilância interna
5. Acossar grupos de cidadãos
6. Envolver-se em detenção e liberação arbitrárias
7. Criar bodes expiatórios
8. Controlar imprensa
9. Fazer equivalência entre dissidência e traição
10. Colocar as garantias legais em suspenso

### Segundo o consenso acadêmico geral
São estes 14 aspectos que gestaram uma influência mais ampla do fascismo italiano no mundo:
1. Uso amplo do discurso nacionalista
2. Desprezo pelos direitos humanos
3. Uso de bodes expiatórios como causas únicas de problemas
4. Supremacia do militarismo
5. Sexismo exacerbado
6. Mídia de massa controlada
7. Obsessão com a segurança nacional
8. Ligação entre Estado e religião
9. Propriedades privadas das grandes empresas protegidas
10. Associação de trabalhadores suprimida
11. Supressão da intelectualidade e das artes
12. Obsessão por crime e castigo
13. Corrupção exacerbada
14. Eleições fraudulentas

### Diferenças entre fascismo e nazismo
Segundo interpretação de Sahid Maluf, em sua obra Teoria Geral do Estado, baseando-se em Pedro Calmon, as diferenças entre o movimento italiano e o alemão seriam:
| Fator                                        | Fascismo                                      | Nazismo                                              |
| -------------------------------------------- | --------------------------------------------- | ---------------------------------------------------- |
| Moral                                        | clássica: "sonhava com o Império Romano"      | romântica: "reaviva as origens germânicas"           |
| Raça                                         | comunidade de sentimentos                     | laço de sangue                                       |
| Império                                      | tendência política: "fim dominador do Estado" | predominância racial: "destino superior dos arianos" |
| Conquista/incorporação (objetivo/explicação) | civilizador-colonial                          | unitarista da raça germânica                         |
| Essência do movimento                        | românica                                      | consanguínea                                         |